# Башня Святого Иоанна
Башня Святого Иоанна (итал. Torre San Giovanni; Торре Сан-Джованни) — средневековое сооружение в Ватиканских садах на территории государства Ватикан . 

## История
С тех пор, как в 846 году Базилика Святого Петра была разграблена атаковавшими Рим сарацинами из-за того, что находилась за пределами городских стен, Ватиканский холм начали усиленно укреплять. Уже в 848—852 годах по указанию папы Льва (Леоне) IV была построена стена, получившая в его честь название Леонинской.
В дальнейшем Леонинская стена неоднократно перестраивалась. Одна из крупных перестроек произошла по указанию папы Николая III (даты понтификата: 1277—1280). Считается, что ныне существующая башня в основе своей была построена тогда.
Начиная с XVI века башня утратила своё оборонительное значение и была практически заброшена, после чего простояла 400 лет практически неиспользуемой.
В начале 1960-х годов папа Иоанн XXIII наконец-то обратил внимание на башню, после чего её внутренняя часть была перестроена в жилое помещение. Наружный облик башни изменился сравнительно мало, внутри же разместились апартаменты, в которые папы переезжали на период проведения ремонтных работ в своей основной резиденции — Апостольском дворце. Так, в 1979 году папа Иоанн Павел II проживал в башне, пока во дворце шли реставрационные работы.
В остальное время апартаменты в башне использовались для размещения высокопоставленных гостей . Так, в 1971 году в башне поселился венгерский кардинал и примас Венгрии Йожеф Миндсенти (1892—1975). Биография кардинала была непростой: он сидел в тюрьме в 1919 году при большевистском правительстве Белы Куна, в 1944 году при лояльном Гитлеру правительству Салаши, в 1948—56 годах — в социалистической Венгрии. Освобождённый правительством Имре Надя и поддержавший Венгерское восстание 1956 года, кардинал после поражения восставших укрылся в здании посольства США в Будапеште, где вынужден был провести 15 лет. После длившихся всё это время переговоров кардинал получил возможность покинуть Венгрию и в 1971 году прибыл в Ватикан, где провёл остаток своих дней в качестве гостя в башне Сан-Джованни.
С 2006 года в башне жил кардинал Трачизио Бертоне, вплоть до 2013 года занимавший должность госсекретаря Святого Престола.
В 2008 году именно в башне Сан-Джованни папа Бенедикт XVI принимал президента США Джорджа Буша-младшего.
В настоящее время в башне размещается Секретариат по делам экономики Святого Престола. Доступа туда посетителям нет.
К башне примыкает один из сохранившихся участков средневековой стены Ватикана.

## Галерея

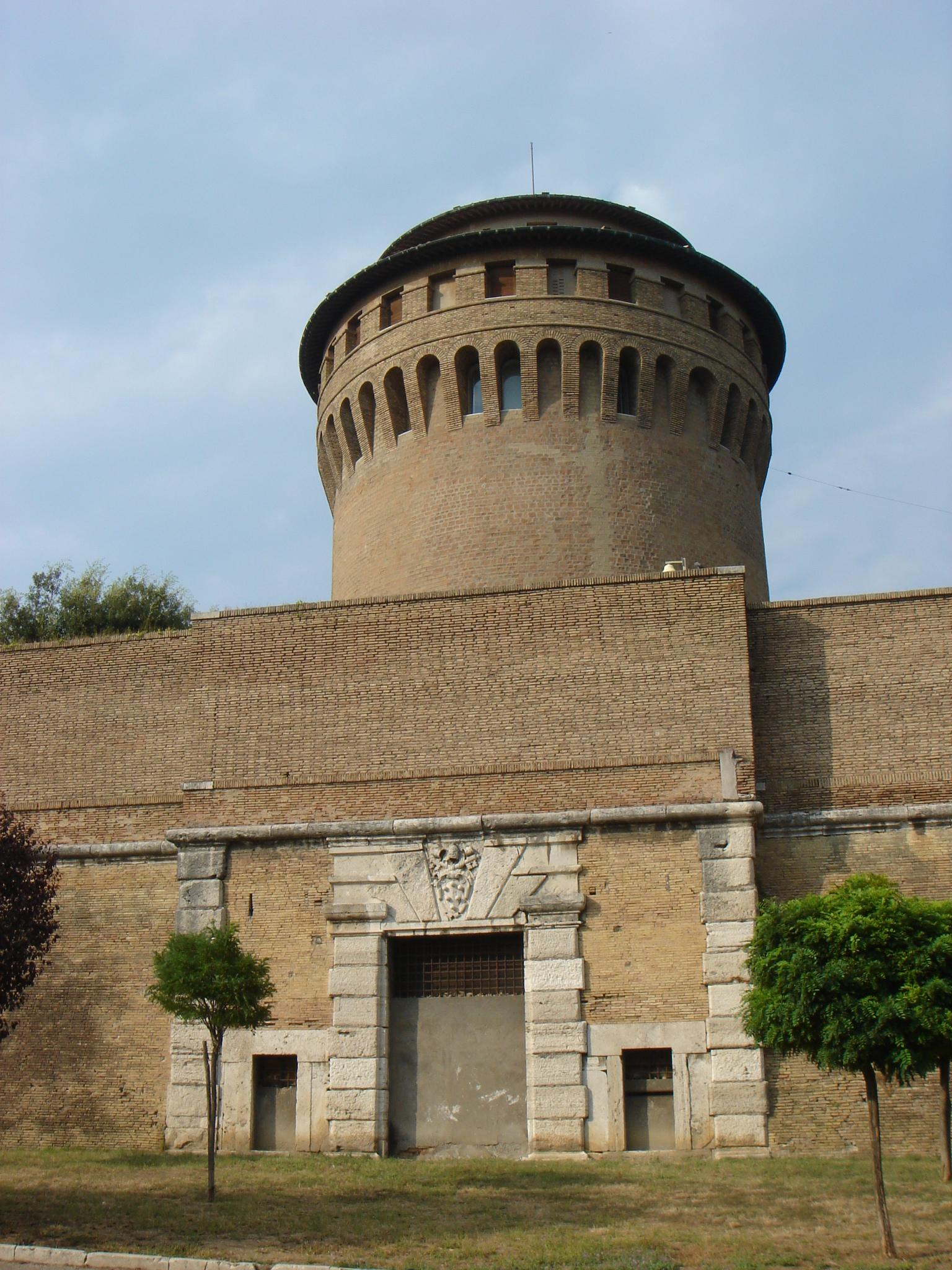
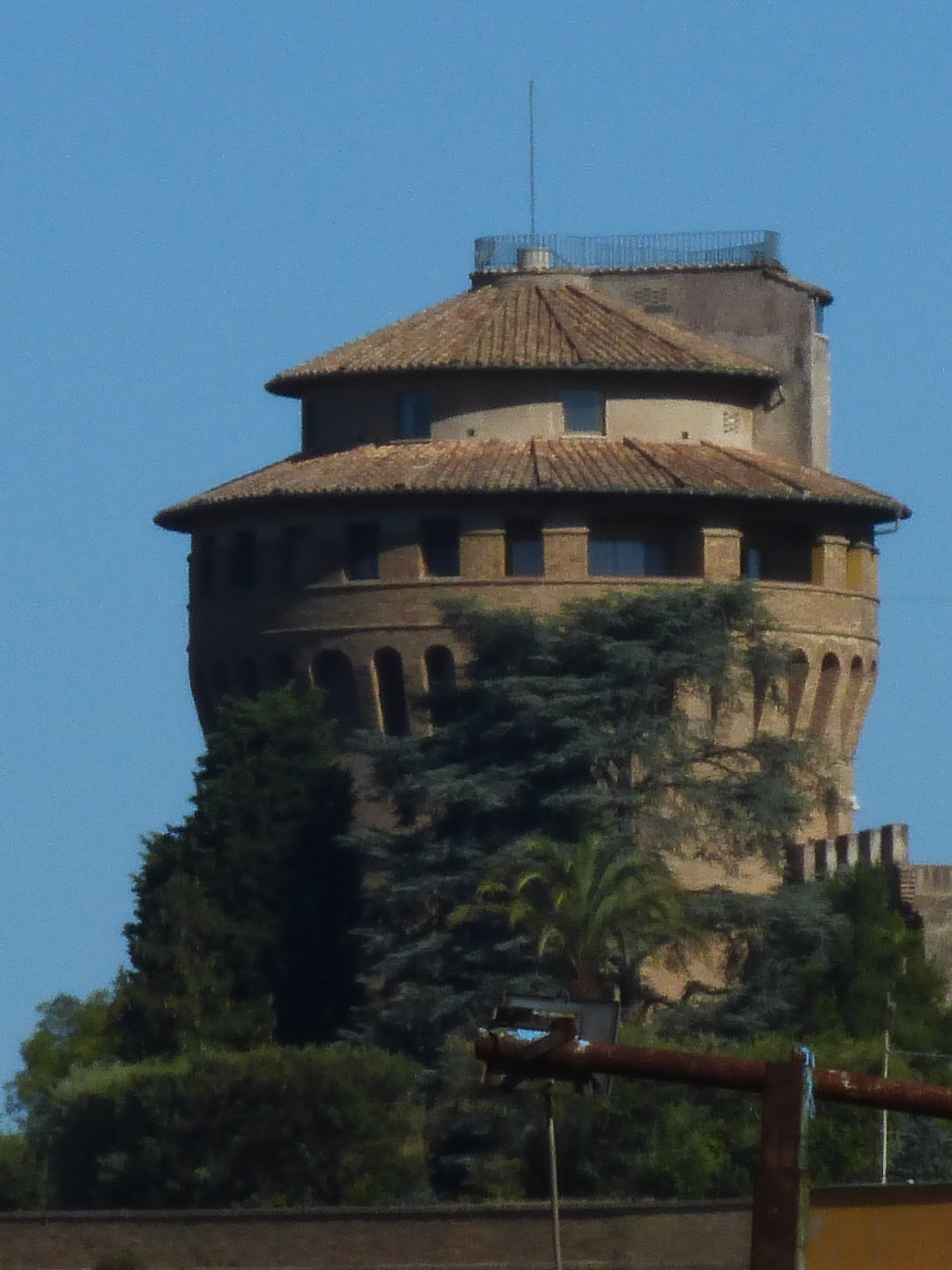
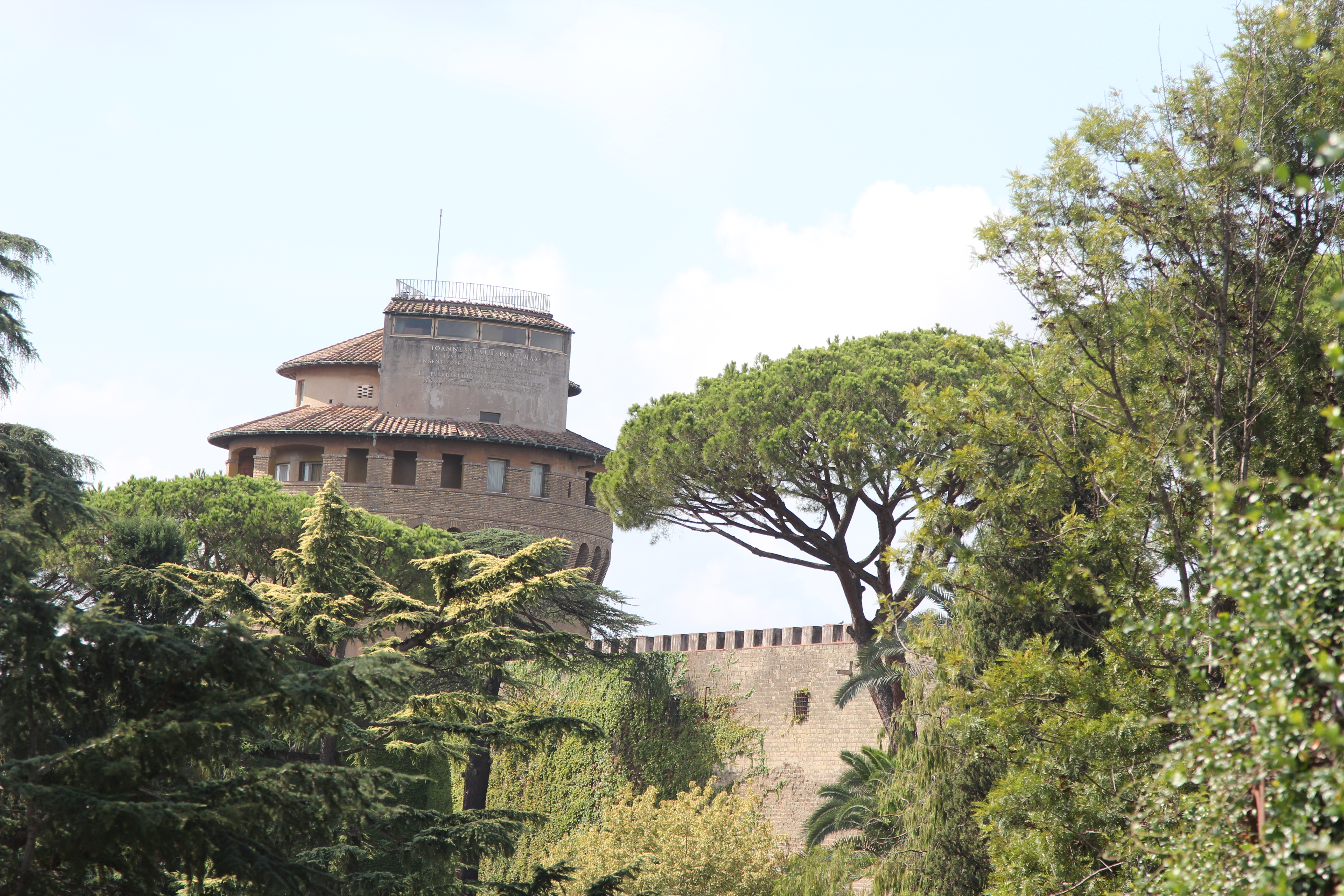
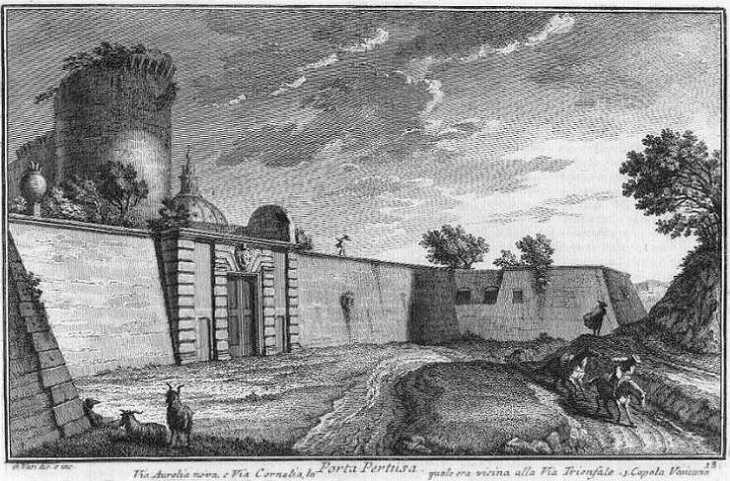
В XVIII веке (на гравюре Джузеппе Вази)